# Зуль, Гарри
Гарри Зуль (нем. Harry Suhl; 18 октября 1922, Лейпциг — 3 марта 2020) — американский физик немецкого происхождения, известный своими работами по физике конденсированного состояния. Член Национальной академии наук США (1976).

## Биография
Родился в Лейпциге в еврейской семье. В мае 1939 года благодаря бизнес-связям отца перебрался с семьёй в Лондон, где окончил среднюю школу. После начала Второй мировой войны, как и многие другие беженцы из Германии, был отправлен в лагерь для интернированных, где впервые увлёкся физикой благодаря публичным лекциям по квантовой теории, которые читали оказавшиеся там учёные. После освобождения учился в Уэльском университете и в 1943 году получил степень бакалавра. Участвовал в проекте по разработке радара для британского военно-морского флота. В 1946 году поступил в аспирантуру Оксфордского университета, где изучал физику ионосферы и в 1948 году получил докторскую степень.
Получив работу в Лабораториях Белла, перебрался в США. Первое время изучал влияние магнитного поля на транспорт зарядов в полупроводниках. В 1953 году вместе с Ларри Уокером (англ. Larry Walker) разработал теорию распространения электромагнитных волн в волноводах, заполненных гиромагнитной или гироэлектрической средой. В 1955 году, введя представление о так называемой неустойчивости Зуля (англ. Suhl instability), объяснил нелинейные эффекты при наблюдении ферромагнитного резонанса и в 1956 году запатентовал ферромагнитный параметрический усилитель. В 1957 году независимо от Туто Накамуры (англ. Tuto Nakamura) объяснил уширение линий ядерного магнитного резонанса в магнитно-упорядоченных средах на основе концепции взаимодействия Зуля — Накамуры (англ. Suhl–Nakamura interaction). Обобщил теорию сверхпроводимости БКШ на случай материалов с двумя зонами.
В 1961 году перешёл в Калифорнийский университет в Сан-Диего, где дважды возглавлял физический факультет, в 1980—1991 годах был директором Института чистой и прикладной физики (англ. Institute for Pure and Applied Physical Sciences). Исследовал влияние многочастичных эффектов на примесные состояния в металлах, предсказал резонанс Абрикосова — Зуля (англ. Abrikosov–Suhl resonance) в магнитных сплавах. На протяжении оставшейся карьеры занимался различными аспектами физики магнитных явлений, физики поверхности, катализа и кинетики химических реакций, нелинейной динамики, биофизики.
Был стипендиатом Гуггенхайма (1968). Входил в редакционную коллегию журналов Physical Review (1963—1972) и Solid State Communications (1961—1990).

## Избранные публикации
- Suhl H., Walker L.R. Topics in Guided‐Wave Propagation Through Gyromagnetic Media: Part I — The Completely Filled Cylindrical Guide // Bell System Technical Journal. — 1953. — Vol. 33, № 3. — P. 579-659. — doi:10.1002/j.1538-7305.1954.tb02358.x.
- Suhl H. Ferromagnetic resonance in nickel ferrite between one and two kilomegacycles // Physical Review. — 1955. — Vol. 97, № 2. — P. 555-557. — doi:10.1103/PhysRev.97.555.2.
- Suhl H. The theory of ferromagnetic resonance at high signal powers // Journal of Physics and Chemistry of Solids. — 1957. — Vol. 1, № 4. — P. 209-227. — doi:10.1016/0022-3697(57)90010-0.
- Matthias B.T., Suhl H., Corenzwit E. Spin exchange in superconductors // Physical Review Letters. — 1958. — Vol. 1, № 3. — P. 92-94. — doi:10.1103/PhysRevLett.1.92.
- Matthias B.T., Suhl H., Corenzwit E. Ferromagnetic superconductors // Physical Review Letters. — 1958. — Vol. 1, № 12. — P. 449-450. — doi:10.1103/PhysRevLett.1.449.
- Suhl H., Matthias B.T., Walker L.R. Bardeen-Cooper-Schrieffer Theory of superconductivity in the case of overlapping bands // Physical Review Letters. — 1959. — Vol. 3, № 12. — P. 552-554. — doi:10.1103/PhysRevLett.3.552.
- Anderson P.W., Suhl H. Spin alignment in the superconducting state // Physical Review. — 1959. — Vol. 116, № 4. — P. 898-900. — doi:10.1103/PhysRev.116.898.
- Cooper B.R., Elliott R.J., Nettel S.J., Suhl H. Theory of magnetic resonance in the heavy rare-earth metals // Physical Review. — 1962. — Vol. 127, № 1. — P. 57-68. — doi:10.1103/PhysRev.127.57.
- Suhl H. Inertial mass of a moving fluxoid // Physical Review Letters. — 1965. — Vol. 14, № 7. — P. 226-229. — doi:10.1103/PhysRevLett.14.226.
- Suhl H. Dispersion theory of the Kondo effect // Physical Review. — 1965. — Vol. 138, № 2A. — P. A515-A523. — doi:10.1103/PhysRev.138.A515.
- D'Agliano E.G., Kumar P., Schaich W., Suhl H. Brownian motion model of the interactions between chemical species and metallic electrons: Bootstrap derivation and parameter evaluation // Physical Review B. — 1975. — Vol. 11, № 6. — P. 2122-2143. — doi:10.1103/PhysRevB.11.2122.
- Levi A.C., Suhl H. Quantum theory of atom-surface scattering: Debye-Waller factor // Physical Review B. — 1979. — Vol. 88, № 1. — P. 221-254. — doi:10.1016/0039-6028(79)90577-6.
- Suhl H. Theory of the magnetic damping constant // IEEE Transactions on Magnetics. — 1998. — Vol. 34, № 4. — P. 1834-1838. — doi:10.1109/20.706720.
- Suhl H. Relaxation Processes in Micromagnetics. — Oxford University Press, 2007.
- Blinder P., Tsai P.S., Kaufhold J.P., Knutsen P.M., Suhl H., Kleinfeld D. The cortical angiome: An interconnected vascular network with noncolumnar patterns of blood flow // Nature Neuroscience. — 2013. — Vol. 16, № 7. — P. 889-897. — doi:10.1038/nn.3426.